# Els dotze germans
Els dotze germans (Die zwölf Brüder a l'original alemany) és un conte dels germans Grimm recollit al volum vermell de Els llibres de les fades.

## Argument
Un home tenia dotze fills nens i la seva dona es va quedar embarassada per tretzena vega. El marit l'amenaçà que si era una nena, mataria els fills anterior, ja que no es refiava que una jove creixés entre tant home. Ella, espantada, els va enviar al bosc i els va dir que quan fos el part, posaria una bandera a fora de casa: vermella si era nena i blanca si era un altre nen i podien tornar. La bandera va resultar ser vermella i els dotze germans, enfadats per haver estat expulsats de casa, van jurar viure per sempre més al bosc i matar totes les dones que se'ls acostessin.
Un dia la germana va anar al bosc i va trobar-se amb el més petit dels dotze. Quan aquest es disposava a matar-la, ella li pregà que no ho fes, assegurant que podia ajudar-lo amb les feines domèstiques. Quan va portar-la a casa, van esbrinar que era la seva germana i, compadits, van decidir viure plegats. Un matí que els germans trigaven a tornar, la jove va sortir de la casa i va arribar a un jardí desconegut enmig del bosc. Allà va trobar dotze lliris preciosos i els va tallar amb delicadesa. Llavors va aparèixer una vella bruixa i va explicar-li que amb la seva acció havia transformat els dotze germans ens corbs. Ella, plorant, li va demanar com podia desfer l'encanteri i la bruixa li va explicar que només romanent dotze anys en silenci absolut ho podria aconseguir.
Van passar els anys i la jove vivia al bosc esperant el termini en total silenci. Un dia, el príncep del regne veí va veure-la i es va enamorar de la seva bellesa. Es van casar i eren feliços, però la reina mare sentia gelosia de la jove nora i va començar a explicar mentides al seu fill sobre la conducta de la princesa. Ella no podia defensar-se per no trencar el pacte de silenci i finalment el príncep va cedir a les calúmnies de la reina i va decidir executar la seva jove esposa a la foguera. El dia de l'execució arriben volant els dotze corbs i la salven de les flames i com justament era el dia de la fi de l'encanteri, ella pot donar-los les gràcies. En aquell moment, els corbs es tornen homes novament i poden explicar plegats la història al rei, que decideix premiar els germans amb una gran fortuna i assassinar la mare gelosa.

## Anàlisi
Aquesta història correspon al tipus 451 de la classificació Aarne-Thompson i conté nombrosos paral·lelismes amb contes on els germans es transformen en altres aus, una història freqüent a diversos països europeus. Inclou alguns dels elements típics dels contes de fades, com el bosc màgic, la bruixa que imposa un pacte per desfer l'encanteri o el final feliç amb la boda reial. La fidelitat de la germana és el motor de la història i el nombre dotze recull el simbolisme bíblic de "multitud". Ella ha de fugir de casa per trobar la seva autèntica identitat, amenaçada per un pare que tem la sexualitat dels germans, o potser la pròpia, en una interpretació psicoanalítica que ha estat aplicada a altres contes.